# Qijianglong guokr
Qijianglong guokr es la única especie conocida del género extinto Qijianglong (en mandarín "dragón de Qijiang") dinosaurio saurópodo mamenquisáurido, que vivió a mediados del período Cretácico, hace 115 millones de años, durante el Aptiense, el lo que es hoy Asia. Qijianglong se colocó en la familia Mamenchisauridae, en una posición relativamente basal pero por encima de Omeisaurus tianfuensis en el árbol evolutivo.
Una vértebra de Qijianglong fue descubierta por primera vez a principios de la década de 1990 por el agricultor Cai Changming de la aldea de Heba, Sechuan, en su patio trasero. El trabajo en un sitio de construcción cercano en el distrito de Qijiang descubrió una rica cantera de fósiles en 2006. Su excavación provocó un examen del hallazgo anterior que condujo al descubrimiento de un esqueleto. En 2015, la especie tipo Qijianglong guokr fue nombrada y descrita por Xing Lida de la Universidad de Geociencias de China, Tetsuto Miyashita de la Universidad de Alberta, Zhang Jianping , Li Daqing , Ye Yong del Museo de Dinosaurios de Zigong, Toru Sekiya del Museo de Dinosaurios de la Prefectura de Fukui, Wang Fengping y Philip John Currie. El nombre genérico combina el nombre del distrito Qijiang con el mandarín long, "dragón". El nombre específico guokr, "cáscara de nuez", es el de una red social científica china.
El holotipo QJGPM 1001 se encontró en una capa de la Formación Suining, que se consideraba que data del Jurásico Superior, pero que ahora se considera Cretácico medio, Aptiano tardío, según la datación radiométrica.  Consiste en un esqueleto parcial con cráneo. Incluye la parte posterior del cráneo, una mandíbula inferior derecha parcial, una serie completa de diecisiete vértebras del cuello, las seis primeras vértebras de la espalda, las costillas, la probable décima vértebra de la cola, una serie de veintiocho vértebras de la cola trasera, los hueso púbico y dos falanges pedales superiores. Probablemente representa un individuo juvenil, grande pero inmaduro.
El espécimen tipo de Qijianglong medía unos quince metros de largo y tenía un cuello largo. Los autores que describieron establecieron varios rasgos distintivos entre los que se encuentran cuatro autapomorfias. En la caja craneana inferior, el processus basipterygoideus tiene la forma de una placa, está orientado a lo largo del eje del cuerpo y tiene un saliente adicional paralelo a la tubera basilaria. Las vértebras del cuello presentan procesos articulares posteriores, postcigapófisis que junto a sus facetas normales muestran en el exterior una extensión adicional en forma de dedo, endureciendo el cuello en el plano horizontal pero permitiendo el movimiento vertical. Las vértebras posteriores del cuello tienen pneumatoporos, aberturas neumáticas, en la depresión entre la diapófisis., el proceso de la articulación de la costilla superior y la columna neural. El hueso púbico tiene un borde frontal cóncavo, que se curva con tanta fuerza que su extremo inferior está más dirigido hacia el frente que hacia abajo.